# La Campana, La Piedad
La Campana är en ort i Mexiko.   Den ligger i kommunen La Piedad och delstaten Michoacán de Ocampo, i den centrala delen av landet, 300 km väster om huvudstaden Mexico City. La Campana ligger 1 726 meter över havet och antalet invånare är 167.
Terrängen runt La Campana är platt norrut, men söderut är den kuperad. Terrängen runt La Campana sluttar norrut. Runt La Campana är det tätbefolkat, med 343 invånare per kvadratkilometer. Närmaste större samhälle är La Piedad Cavadas, 7,0 km öster om La Campana. I omgivningarna runt La Campana växer huvudsakligen savannskog.